# To tylko rock
To tylko rock (en polonès, només és rock) és una pel·lícula musical i social polonesa del 1983, dirigida per Paweł Karpiński. La pel·lícula va comptar amb les principals bandes poloneses de rock Lady Pank, Oddział Zamkyjny, Mech, Śmierć Kliniczna, Dezerter, Rejestracja, Rubi i la banda britànica Classix Nouveaux.
La fotografia exterior de la pel·lícula es van rodar als llocs següents: Jarocin, Łódź (Łódź Kaliska), Varsòvia (Palau de la Cultura i la Ciència, Hala Gwardii).

## Repartiment
- Grażyna Trela - cantant Sylwia Błaszkowska, vocalista de la banda Krzyk
- Jan Jankowski – Janek, líder de la banda Krzyk, xicot de Sylwia
- Zdzisław Wardejn - lletrista Krzysztof Marczak
- Krystyna Janda – cantant Majka Lenczewska
- Piotr Fronczewski - compositor Lenczewski, marit de Majka
- Janusz Rewiński – Roman Żelazny, director de televisió
- Wojciech "Jajco" Bruślik - baixista de la banda Krzyk
- Bogusław Sobczuk - Jerzy Ogrodowicz, especialista en cap per a l'organització d'esdeveniments massius
- Marek Bargiełowski – Woźnicki, president del jurat del festival de Gradów
- Czesław Nogacki - Michał Jurczyk, periodista de "Gazeta Wieczorna"
- Ryszard Dreger - acústic de la banda Krzyk
- Zbigniew Buczkowski – Kowalski, membre del jurat del festival de Gradów
- Krzysztof Materna – presentador al festival de Gradów
- Krystyna Kołodziejczyk – Teresa Owsiany, membre del jurat del festival de Gradów
- Zbigniew Papis – Zenon Wiśniewski, director de la fàbrica de Gradów, jurat del festival
- Ryszard Kotys – director del centre cultural
- Małgorzata Pritulak – empleat de l'estudi de gravació
- Barbara Dzido-Lelińska – mare de Sylwia
- Krystyna Puchała – secretària d'Ogrodowicz
- Wiesław Nowosielski – mariscal al festival de Gradów
- Alfred Freudenheim – editor en cap de TV
- Mariusz Jeliński – editor de televisió
- Jerzy Moniak – assistent de Żelazny
- Marek Stefankiewicz – pianista que acompanya Sylwia
- Adam Lewandowski – músic de la banda Krzyk
- Winicjusz Chróst - músic de la banda Krzyk
- Arkadiusz Żak - músic de la banda Krzyk
- Kazimierz Wrzosek – coreògraf
- Teodor Gendera – participant de la roda de premsa al festival de Gradów (sense acreditar)
- Grzegorz Warchoł – convidat al festival de Gradów (no apareix als crèdits)

## Cançons aparegudes a la pel·lícula
- To tylko Rock
  - música: Marek Stefankiewicz
  - lletra: Andrzej Mogielnicki
  - intèrpret: Grażyna Trela

- Czemu u nas tak cicho
  - música: Marek Stefankiewicz
  - lletra: Andrzej Mogielnicki
  - intèrpret: Grażyna Trela

- Poranny blues
  - música: Marek Stefankiewicz
  - lletra: Andrzej Mogielnicki
  - intèrpret piosenki: Krystyna Janda

- Niebezpieczne spojrzenie
  - música: Marek Stefankiewicz
  - lletra: Mira Dall
  - intèrpret: zespół Rubi

- Kobieta zmienną jest
  - música: Marek Stefankiewicz
  - lletra: Paweł Karpiński
  - intèrpret: Jajco

- Moje Kilimandżaro
  - música: Jan Borysewicz
  - lletra: Andrzej Mogielnicki
  - intèrpret: Lady Pank

- Fabryka małp
  - música: Jan Borysewicz
  - lletra: Andrzej Mogielnicki
  - intèrpret: Lady Pank

- Because You're Young
  - música: Sal Solo
  - lletra: Sal Solo
  - intèrpret: Classix Nouveaux

- Guilty
  - música: Sal Solo
  - lletra: Sal Solo
  - intèrpret: Classix Nouveaux

- For Ever and a Day
  - música: Sal Solo, Mik Sweeney
  - lletra: Sal Solo, Mik Sweeney
  - intèrpret: Classix Nouveaux

- Kto tu mierzy czas
  - música: Krzysztof Jaryczewski
  - lletra: Krzysztof Jaryczewski
  - intèrpret: Oddział Zamknięty

- Idzie wariat ulicą
  - música: Sławomir Kapłunow
  - lletra: Tomasz Siatka
  - intèrpret: Rejestracja

- Brudna música
  - música: Janusz Łakomiec
  - lletra: Janusz Łakomiec, Maciej Januszko
  - intèrpret: Mech

- Ale show
  - música: Dezerter
  - lletra: Dezerter
  - intèrpret: Dezerter

- Paciorek
  - música: Dariusz Dusza
  - lletra: Dariusz Dusza
  - intèrpret: Śmierć Kliniczna